# Liste der Ramsar-Gebiete in Jordanien
Ramsar-Gebiete in Jordanien sind nach der 1971 geschlossenen Ramsar-Konvention geschützte Feuchtgebiete in Jordanien. Diese sind von internationaler Bedeutung, nach der Absicht des internationalen völkerrechtlichen Vertrags insbesondere als Lebensraum für Wasser- und Watvögel. In Jordanien sind zwei Ramsar-Gebiete mit einer Gesamtfläche von 13.472 Hektar ausgewiesen.

## Liste der Ramsar-Gebiete
| Name des Gebiets       | Bild            | Region                | Lage                    | Ramsar-Gebietsnummer | Größe in Hektar | Ausweisungs- Datum | Anmerkungen                                                         |
| ---------------------- | --------------- | --------------------- | ----------------------- | -------------------- | --------------- | ------------------ | ------------------------------------------------------------------- |
| Azraq-Oase             | Azraq Oasis     | Gouvernement Zarqa    | 31,81667° N, 36,8° O    | 135                  | 7.372           | 10. Jan. 1977      | seit 2007 auf der Tentativliste Jordaniens als UNESCO-Weltnaturerbe |
| Fifa-Naturschutzgebiet | Bild gesucht BW | Gouvernement al-Karak | 30,96056° N, 35,4375° O | 2.294                | 6.100           | 4. Dez. 2016       | Marschland südlich des Toten Meeres                                 |